# 龍山寺站

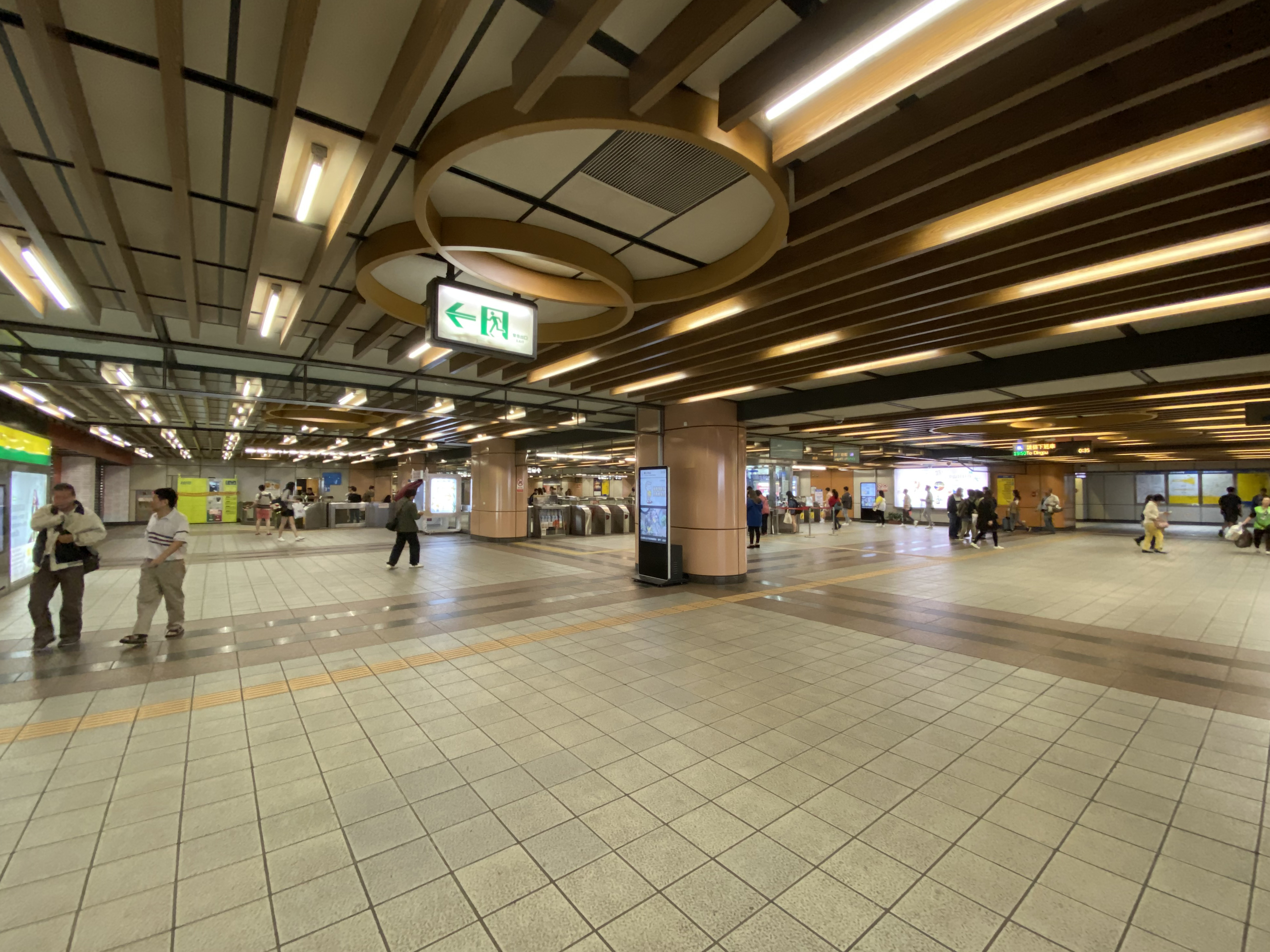
車站大廳（攝於2019年11月）

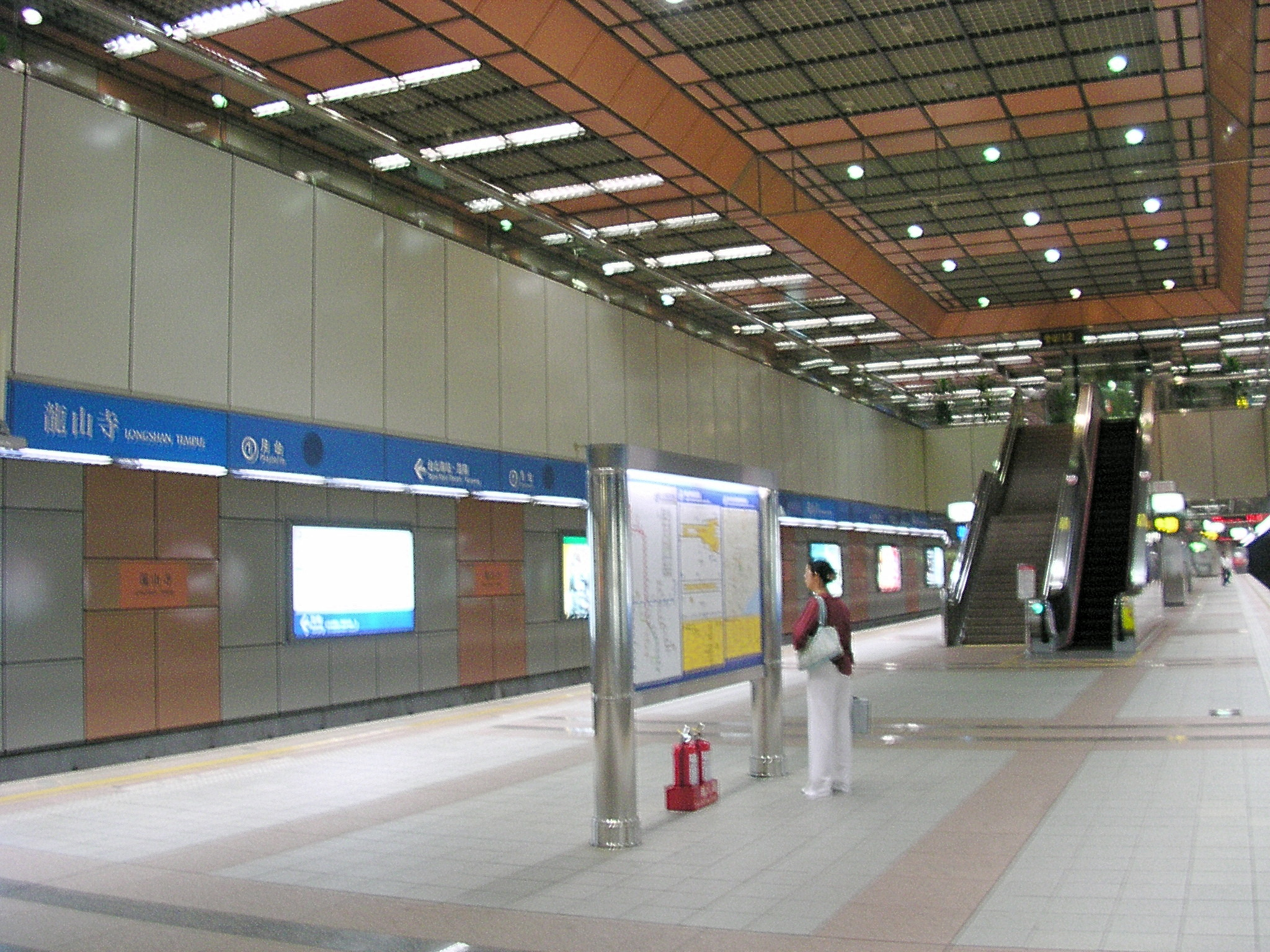
往南港展覽館站通車前，終點於昆陽站（攝於2007年4月）

龍山寺站，副站名艋舺商圈，位於台灣台北市萬華區，是台北捷運板南線（板橋線）的捷運車站。本站雖未與臺鐵萬華車站共構，但兩者位置十分接近，路程距離約250公尺，可於出口2往南步行經大理街到底左轉西園路一段203巷往東至萬華車站西站入口站外轉乘。

## 車站概要
車站位於和平西路下方，西園路口與康定路口間，車站編號為BL10。工程時曾暫名為萬華，現今站名取自所在地北邊的古蹟「艋舺龍山寺」。

龍山寺站至江子翠站於地下穿越新店溪，為台北捷運系統兩站間最長站距，距離3.1公里，行車時間約為3分整。

2018年夏季台北捷運於部分車站新增日本語到站廣播，龍山寺站以音讀「 Ryūzanji」廣播。

## 車站構造
地下二層車站，一個島式月台，三個出入口，本站設有半高式月台門。

### 車站樓層
| 地面      | 出入口             | 出入口                                        |
| 地下 一樓 | 大廳層             | 車站大廳、詢問處、自動售票機、驗票閘門        |
| 地下 一樓 | 大廳層             | 洗手間（付費區內及區外之地下街、商場均有）    |
| 地下 一樓 | 大廳層             | 7-Eleven、Tomod's、瘋殼子（付費區外）         |
| 地下 二樓 | 一月台             | ← 板南線 往南港展覽館方向（BL11 西門站）      |
| 地下 二樓 | 島式月台，左側開門 |                                               |
| 地下 二樓 | 二月台             | 板南線 往頂埔／亞東醫院方向（BL09 江子翠站）→ |

### 車站出口
出口1、2位於車站西側，出口3位於車站東側，無障礙電梯位於出口1、2（出口2的無障礙電梯須換搭行政大樓內電梯，才能到地面層）；出口1與龍山寺地下街、地下停車場連通（地面上為艋舺公園、及台北市公共自行車租賃系統捷運龍山寺站[1號出口]租賃站），出口2與龍山商場連通（地面上為萬華區行政中心則和捷運共構辦公商場大樓），出口3則和捷運共構住宅大樓，但由於是由原緊急逃生口改編而成，故較為簡陋，僅有樓梯而並未設置電扶梯和電梯。
| 出入口                          | 圖片 | 位置 |
| ------------------------------- | ---- | --- |
| 出入口1 · 設有電梯 · 設有手扶梯 |      | 龍山寺（和平西路、西園路東北側） ，可轉乘台北市公共自行車租賃系統捷運龍山寺站租賃站在和平西路三段及和平西路三段109巷西北側 |
| 出入口2 · 設有電梯 · 設有手扶梯 |      | 台鐵萬華車站、台北市第二行政中心（和平西路、西園路東南側）                                                                 |
| 出入口3 · 設有手扶梯            |      | 康定路（和平西路、康定路東北側）（聯合開發大樓內）                                                                         |
| 註： 設有電梯 \| 設有手扶梯     |      | |

## 歷史
- 1999年12月24日：隨著南港線「市政府－西門」段以及板橋線「西門－龍山寺」段正式通車而啟用。但當時只有一個出口（現時的出口1）[4]。
- 2000年8月31日：板橋線自本站向西延伸通車至新埔站[5]（p. 328）。
- 2003年：配合台北市政府改採漢語拼音為主要譯名標準的新政策，站名的官方英譯由原本威妥瑪拼音的Lungshan Temple Station改為Longshan Temple Station。[6]
- 2007年6月22日：本站發生臥軌自殺事件，列車煞車不及，臥軌者當場遭到輾斃。
- 2014年10月13日：半高式月台門正式啟用。
- 2015年1月18日：下午發生疑似隨機攻擊，一名年約30歲的男子在車廂內吼叫，甚至拿起列車上的滅火器試圖丟擲乘客，乘客幫忙壓制交給捷運警察，但造成大批乘客飽受驚嚇奪門而出。警方認定雖然造成恐慌推擠，但沒有乘客受傷不構成犯罪，再加上這名男子是腦麻患者，顧及人權不願曝光，最後竟然是把人犯放進垃圾袋，在家屬陪同下推離現場。[7]
- 2021年5月23日：因嚴重特殊傳染性肺炎疫情，萬華區病例持續增，考量人力與防疫下，封閉西門站1、2、3號與龍山寺站3號出入口[8]
- 2021年7月18日：因應民眾需求，西門站1、2、3號與龍山寺站3號出入口恢復通行[9]

## 利用狀況
車站周邊有抵達板橋、三重、中和、永和、蘆洲、松山、汐止、天母等地的公車。本站的客源除萬華居民外，還有板橋埔墘居民和參訪龍山寺的觀光客。根據2024年12月資料，龍山寺站每日旅運量約為60,295人次，在台北捷運各站中排行第20名。
由於本站進出人次眾多、鄰近萬華車站BOT開幕及防止人員蓄意跳軌，本站與其他14個車站於2014年增設半高式月台門來保護民眾與行車的安全。。
| 年   | 年間       | 年間       | 年間       | 年間   | 單日平均 | 單日平均 |
| 年   | 上車       | 下車       | 上下車計   | 來源   | 上車     | 上下車   |
| ---- | ---------- | ---------- | ---------- | ------ | -------- | -------- |
| 1999 | 114,300    | 134,041    | 248,341    | [ 11 ] | 14,288   | 31,043   |
| 2000 | 5,874,428  | 6,256,104  | 12,130,532 | [ 11 ] | 16,050   | 33,144   |
| 2001 | 4,265,579  | 4,653,181  | 8,918,760  | [ 11 ] | [ 註 2 ] | [ 註 2 ] |
| 2002 | 4,947,812  | 5,356,320  | 10,304,132 | [ 11 ] | 13,556   | 28,230   |
| 2003 | 4,777,920  | 5,237,391  | 10,015,311 | [ 11 ] | 13,090   | 27,439   |
| 2004 | 5,584,016  | 5,801,664  | 11,385,680 | [ 11 ] | 15,257   | 31,108   |
| 2005 | 6,261,051  | 6,295,157  | 12,556,208 | [ 11 ] | 17,154   | 34,401   |
| 2006 | 6,799,757  | 6,675,213  | 13,474,970 | [ 11 ] | 18,629   | 36,918   |
| 2007 | 7,356,032  | 7,134,685  | 14,490,717 | [ 11 ] | 20,154   | 39,701   |
| 2008 | 8,175,159  | 7,892,283  | 16,067,442 | [ 11 ] | 22,337   | 43,900   |
| 2009 | 8,352,711  | 7,998,335  | 16,351,046 | [ 11 ] | 22,884   | 44,797   |
| 2010 | 8,916,385  | 8,557,027  | 17,473,412 | [ 11 ] | 24,428   | 47,872   |
| 2011 | 9,317,067  | 8,899,255  | 18,216,322 | [ 11 ] | 25,526   | 49,908   |
| 2012 | 9,582,961  | 9,104,888  | 18,687,849 | [ 11 ] | 26,183   | 51,060   |
| 2013 | 9,651,095  | 9,149,365  | 18,800,460 | [ 11 ] | 26,441   | 51,508   |
| 2014 | 9,793,728  | 9,244,145  | 19,037,873 | [ 11 ] | 26,832   | 52,159   |
| 2015 | 10,101,561 | 9,568,356  | 19,669,917 | [ 11 ] | 27,676   | 53,890   |
| 2016 | 10,460,324 | 9,940,673  | 20,400,997 | [ 11 ] | 28,580   | 55,740   |
| 2017 | 10,798,366 | 10,282,826 | 21,081,192 | [ 11 ] | 29,585   | 57,757   |
| 2018 | 11,282,310 | 10,786,726 | 22,069,036 | [ 11 ] | 30,910   | 60,463   |

## 車站周邊
| | |
| - 艋舺龍山寺 - 凱撒大飯店(台北凱達大飯店) - 華西街觀光夜市 - 剝皮寮老街 - 老松國小 - 萬華夜市 - 艋舺服飾商圈 - 台北市鄉土教育中心 - 台北市政府警察局萬華分局 | - 台北市立圖書館 - 艋舺大道 - 華江國小 - 中華民國環境部（位於本站與西門站間） - 華江高中 - 華江橋 - 臺北市公共自行車租賃系統 - 捷運龍山寺站(1號出口) - 捷運龍山寺站(1號出口)_1 - 捷運龍山寺站(3號出口) - 龍山國小 - 龍山國中 |

## 公車資訊

### 市區公車
夜間公車有差別費率，請多加留意
| 站名         | 編號        | 經營業者           | 區間                           | 備註                       |
| ------------ | ----------- | ------------------ | ------------------------------ | -------------------------- |
| 捷運龍山寺站 | 1           | 欣欣客運           | 萬華－松仁路                   |                            |
| 捷運龍山寺站 | 38          | 大都會客運         | 環南市場－大安國宅             |                            |
| 捷運龍山寺站 | 38區間車    | 大都會客運         | 寶興街－捷運龍山寺站           |                            |
| 捷運龍山寺站 | 49          | 大都會客運         | 建國北路－萬華                 |                            |
| 捷運龍山寺站 | 201         | 台北客運           | 中和－龍山寺                   |                            |
| 捷運龍山寺站 | 231         | 台北客運           | 宏國科大－西門                 |                            |
| 捷運龍山寺站 | 234         | 台北客運           | 板橋－西門                     |                            |
| 捷運龍山寺站 | 245         | 台北客運           | 宏國科大－捷運臺大醫院         | 經板橋信義路、重慶路       |
| 捷運龍山寺站 | 264         | 台北客運           | 板橋－蘆洲                     |                            |
| 捷運龍山寺站 | 265經明德路 | 大南汽車           | 土城－行政院                   | 經捷運海山站               |
| 捷運龍山寺站 | 265經中央路 | 三重客運           | 土城－行政院                   | 經大同莊園                 |
| 捷運龍山寺站 | 265區間車   | 三重客運、大南汽車 | 板橋－行政院                   |                            |
| 捷運龍山寺站 | 265夜間車   | 三重客運           | 土城－行政院                   | 不經板橋車站               |
| 捷運龍山寺站 | 310         | 台北客運           | 板橋－士林                     |                            |
| 捷運龍山寺站 | 310區間車   | 台北客運           | 板橋－台北車站                 |                            |
| 捷運龍山寺站 | 568         | 欣欣客運           | 萬華－捷運麟光站               |                            |
| 捷運龍山寺站 | 656         | 台北客運           | 宏國科大－捷運台大醫院         | 經土城裕民路、板橋豫章工商 |
| 捷運龍山寺站 | 658         | 台北客運           | 板橋－西門                     |                            |
| 捷運龍山寺站 | 701         | 台北客運           | 迴龍－板橋                     |                            |
| 捷運龍山寺站 | 705         | 台北客運           | 三峽－西門                     |                            |
| 捷運龍山寺站 | 985         | 三重客運           | 新莊－捷運龍山寺站             |                            |
| 捷運龍山寺站 | 907         | 欣欣客運           | 萬華－汐止                     |                            |
| 捷運龍山寺站 | 907隱藏     | 欣欣客運           | 萬華－橋東                     |                            |
| 捷運龍山寺站 | 仁愛幹線    | 台北客運           | 五福新村－南港花園社區         |                            |
| 捷運龍山寺站 | 藍28        | 欣欣客運           | 景明街口－東園（華中河濱公園） |                            |

- 大理服飾：234、265中央、265明德、265區、265夜、705、673、藍28、綠17、985(原萬大樹林線先導公車)

- 龍山寺(西園)：38、38區、49、201、234、265中央、265明德、265區、265夜、673、705、綠17

- 龍山寺(剝皮寮)：38區、49、205、231、234、242、658、藍29

- 龍山寺(康定路)：201、705、701、624、62、264、藍29、重慶幹線(原601)

- 昆明活動中心：49

- 昆明街口：38、38區、49、62、231、242、重慶幹線(原601)

- 萬華車站：49、62、202區、205、667、985(原萬大樹林線先導公車)、重慶幹線(原601)、藍29、內科通勤21

- 中國時報：1、38、231、245、264、568、656、658、701、907、907區(華江-橋東)(隱藏版路線)

- 華江派出所：1、18、38、568、907、907區(華江-橋東)(隱藏版路線)

- 萬華分局：18

- 桂林路：18

- 老松國小：18、38、38區、218、218直、234、265中央、265明德、265區、265夜、302、705

- 莒光路口：49、62、202區、205、985(原萬大樹林線先導公車)、重慶幹線(原601)、藍29

- 時報大樓：667、內科通勤21

- 艋舺大道口：667、內科通勤21

### 國道客運、公路客運
- 萬華車站：1817華翠橋、1820、1821、1825、1915、1916、1917

### 接駁車
- 捷運龍山寺站：臺北市立聯合線醫院和平婦幼院區接駁車、大理高中校車、萬華水燈公車、萬華雁鴨公車、中和高中校車、中山女中校車
- 萬華車站：臺北市私立東山高中校車、中和高中校車

### 台鐵
- 萬華車站

## 腳註

### 來源資料
1. ↑   (新闻稿). 台北捷運. 2016-04-11  [2016-04-11]. （原始内容存档于2016-04-11） （中文（臺灣））.
2. 1 2  . 臺北大眾捷運股份有限公司. 2021-01-15.
3. ↑  2013年始加註
4. ↑  黃秀政. . 臺北市文獻委員會. 2014: 頁84  [2020-01-04]. ISBN 9789860427660. （原始内容存档于2021-01-23）.
5. 1 2  徐榮崇. . 臺北市文獻委員會. 2015年12月: 頁121–132  [2020-01-04]. ISBN 9789860469875. （原始内容存档于2020-12-07）.
6. ↑  . 蘋果日報. 2003-11-24  [2020-12-27]. （原始内容存档于2021-01-12） （中文（臺灣））.
7. ↑  .   [2017-03-28]. （原始内容存档于2020-08-06）.
8. ↑  .   [2021-05-23]. （原始内容存档于2021-05-23）.
9. ↑  .   [2021-07-19]. （原始内容存档于2021-07-19）.
10. ↑  防跳軌 北捷15站設月台門 的存檔，存档日期2010-09-29.
11. ↑  （繁體中文）. 臺北市交通統計資料庫查詢系統. 2019-04-10  [2019-05-05]. （原始内容存档于2019-07-13）.

- 臺北市商業處-商圈介紹-艋舺(商圈)、艋舺夜市(商圈)、和平西路鳥鋪聚集區

## 外部連結
- 臺北大眾捷運股份有限公司 （页面存档备份，存于）
- 臺北市政府捷運工程局 （页面存档备份，存于）
- 龍山寺站週邊地圖（台北捷運公司） （页面存档备份，存于）
- 龍山寺站車站剖面相關位置圖（台北捷運公司） （页面存档备份，存于）
- 販賣店現況 （页面存档备份，存于）